# Лававе-ле-Мин
Лававе́-ле-Мин (фр. Lavaveix-les-Mines, окс. La Vavetz) — коммуна во Франции, находится в регионе Лимузен. Департамент коммуны — Крёз. Входит в состав кантона Шенерай. Округ коммуны — Обюссон.
Код INSEE коммуны — 23105.

## Население
Население коммуны на 2010 год составляло 761 человек.
| 1962  | 1968  | 1975  | 1982 | 1990 | 1999 | 2010 |
| ----- | ----- | ----- | ---- | ---- | ---- | ---- |
| 1 061 | 1 175 | 1 043 | 989  | 964  | 836  | 761  |

## Экономика
В 2010 году среди 463 человек трудоспособного возраста (15—64 лет) 286 были экономически активными, 177 — неактивными (показатель активности — 61,8 %, в 1999 году было 64,0 %). Из 286 активных жителей работали 225 человек (122 мужчины и 103 женщины), безработных было 61 (37 мужчин и 24 женщины). Среди 177 неактивных 28 человек были учениками или студентами, 73 — пенсионерами, 76 были неактивными по другим причинам.